# Ом намах Шивая
Ом намах Шивая (санскрит Aum Namaḥ Śivāya IAST на санскрит: ॐ नमः शिवाय) е популярна мантра, особено в Шиваизма. Нейният превод е „обожание/покланям се (намас) към/на Шива“, което се предхожда от произнасяне на сакралната сричка аум.
Наричана е още „Панчакшара“, „пет-срична“ мантра (след сричката на „аум“'). Панчакшара трябва да се рецитира от шиваисти по време на пуджа, хома, Джапа и при помирисване на Вибхути.